# 陕西省人民委员会
陕西省人民委员会是1954年12月至1968年4月间中华人民共和国陕西省的省级国家行政机关。

## 历任领导

### 陕西省一届人大期间
- 任期：1954年12月－1958年7月
- 省长：赵寿山
- 副省长：赵伯平、张凤翙、韩兆鹗、成柏仁、时逸之、李启明、杨玉亭、张毅忱、谢怀德（以上人员含1956年11月增选产生）

### 陕西省二届人大期间
- 任期：1958年7月－1963年12月
- 省长：赵寿山（－1959年7月） → 赵伯平（1959年7月－1963年3月） → 李启明（代，1963年3月－）
- 副省长：赵伯平、时逸之、李启明、谢怀德、孙蔚如、景岩征、黄静波、杨拯民、任谦（以上人员含1959年7月增补产生）

### 陕西省三届人大期间
- 任期：1963年12月－1968年4月
- 省长：李启明
- 副省长：谢怀德、孙蔚如、傅子和、惠世恭、苏资琛、刘邦显、林茵如、张毅忱、秦仲方（以上人员含1964年9月增选1人，1966年10月上级委派2人）